# Bertold I (książę Karyntii)
Bertold I zwany Brodatym (zm. 5 lub 6 listopada 1078 r. w Limburgu pod Weilheim an der Teck) – książę Karyntii w latach 1061–1077 z rodu Zähringen.

## Życiorys
Bertold był synem hrabiego o tym samym imieniu. Obaj są wzmiankowani w źródłach jako hrabiowie m.in. Turgowii i Bryzgowii. Mieli posiadłości po obu stronach Schwarzwaldu. Poszerzyli znacznie swoje włości w Szwabii i dzięki temu wkroczyli w szeregi najznaczniejszych rodzin arystokratycznych Rzeszy. W 1061 r. Bertold otrzymał tytuły księcia Karyntii i margrabiego Werony, choć istnieją wątpliwości, czy faktycznie objął te ziemie w posiadanie. Mimo uczestnictwa w opozycji skupionej wokół arcybiskupa Hamburga Adalberta, do 1076 r. oddawał znaczne usługi królowi Niemiec Henrykowi IV. Później stanął jednak po stronie papieża Grzegorza VII w opozycji do króla i w 1077 r. uczestniczył w wyborze na króla Niemiec (antykróla) Rudolfa z Rheinfelden. Po spotkaniu Henryka IV z Grzegorzem VII w Canossie Bertold został pozbawiony wszystkich dostojeństw, w tym tytułu książęcego. Wybuchła wojna, w której Bertold uczestniczył po stronie przeciwników Henryka IV. Wkrótce jednak zmarł. Został pochowany w klasztorze Hirsau.

## Rodzina
Bertold był dwukrotnie żonaty. Pierwsza żona nosiła imię Richwara. Drugą żoną była Beatrycze (zm. 1092), córka Ludwika, hrabiego Mömpelgardu. Znamy pięcioro dzieci z pierwszego małżeństwa:
- Herman I (zm. 1074), margrabia Werony,
- Gebhard (zm. 1110), biskup Konstancji,
- Bertold II (zm. 1111), książę Szwabii i Zähringen,
- Liutgarda (zm. 1119), żona margrabiego Teobalda z Vohburga,
- Richinza.